# Brunnen von Barhout
Der Brunnen von Barhout (auch Brunnen der Hölle oder Höllenbrunnen, arabisch بئر برهوت, DMG Biʾr Barhūt) ist eine Höhle in der Wüste im Bezirk Shahan in der Provinz al-Mahra im Jemen.

## Beschreibung
Bei der Höhle handelt es sich um ein senkrechtes Loch im Boden. Sie hat eine ovale Öffnung von etwa 29 mal 25 Metern und eine Tiefe von ca. 112 Metern. Es wird vermutet, dass die Höhle bereits seit vielen Millionen Jahren existiert. Auffällig sollen üble Gerüche sein, die aus der Tiefe der Höhle aufsteigen.
Laut Salah Babhair, dem Generaldirektor der Behörde für geologische Erkundung und Bodenschätze von Mahra, hat die Höhle wenig Sauerstoff, keine Belüftung und ist bislang kaum erforscht. Erst im September 2021 drangen erstmals acht Fachleute bis zum Boden der Höhle in einer Tiefe von 112 Metern vor und sammelten Boden-, Gesteins-, Wasser- und Tierproben. Am Boden der Höhle befanden sich Schlangen, tote Vögel sowie lindgrüne und graue Höhlenperlen. Als Ursache für die zuvor festgestellten üblen Gerüche wurden die verwesenden Vögel ausgemacht.

## Entstehung
Chris Fogwill, Professor für Glaziologie und Paläoklimatologie an der Keele University in Großbritannien, vermutet, dass es sich bei der Höhle um einen eingestürzten Pingo oder eine Doline handeln könnte, welche durch die Erosion des Kalksteins entstand.

## Geschichte
Al-Istachrī erwähnte den Brunnen von Barhout bereits im 10. Jahrhundert.

## Glauben
Bei den Einheimischen ranken sich um die Höhle Mythen um böse Geister beziehungsweise Dämonen, weshalb der Ort von ihnen gemieden wird. Es existiert auch der Glaube, dass die Höhle eine Bedrohung für das Leben auf der Erde darstelle und Gegenstände in der Nähe des Lochs hineingesaugt würden.
Ein Grab, das nach islamischer Überlieferung als dasjenige vom ersten Propheten nach der Sintflut Hūd bekannt ist, befindet sich ungefähr 300 Kilometer weiter westsüdwestlich in der Nähe des Ortes Qabr Hud am Wadi Sana. In Legenden wird eine dort gelegene gleichnamige Höhle mit diesem Propheten in Verbindung gebracht.